# Heteroonops
Heteroonops is een geslacht van spinnen uit de  familie van de Oonopidae (dwergcelspinnen).

## Soorten
- Heteroonops andros Platnick & Dupérré, 2009
- Heteroonops castelloides Platnick & Dupérré, 2009
- Heteroonops castellus (Chickering, 1971)
- Heteroonops colombi Dumitrescu & Georgescu, 1983
- Heteroonops croix Platnick & Dupérré, 2009
- Heteroonops iviei Platnick & Dupérré, 2009
- Heteroonops macaque Platnick & Dupérré, 2009
- Heteroonops murphyorum Platnick & Dupérré, 2009
- Heteroonops saba Platnick & Dupérré, 2009
- Heteroonops singulus (Gertsch & Davis, 1942)
- Heteroonops spinigata Platnick & Dupérré, 2009
- Heteroonops spinimanus (Simon, 1891)
- Heteroonops toro Platnick & Dupérré, 2009
- Heteroonops validus (Bryant, 1948)
- Heteroonops vega Platnick & Dupérré, 2009